# فاروق سيف النصر
المستشار فاروق سيف النصر (14 ديسمبر 1922 - 31 ديسمبر 2009)، هو شخصية بارزة في تاريخ القضاء المصري، له بصمات واضحة في الرقي بمستوى القضاة وتطوير أبنية المحاكم، وإصدار العديد من التشريعات، عمل وزيراً للعدل قرابة سبعة عشر عاماً خلال الفترة من 1986 وحتى 2004.

## حياته ونشأته
ولد فاروق محمود عبد المجيد سيف النصر بقرية ملوي في محافظة المنيا في 14 ديسمبر سنة 1922، يتنسب فاروق لأسرة قانونية، بدأت بوالده القاضي محمود سيف النصر، وجده مصطفى بك سيف النصر باشا ابن الشيخ محمد الريدي خليفة عضو مجلس النواب، ووالدته شمس هانم حبيب ابنة محمود باشا حيبب أحد باشاوات المنوفية وله إسهامات عديدة حيث بني بماله الخاص مدرسة المساعي الحميدة بقرية كفر المصيلحة.
توفي والد فاروق بعد جراحة خاطئة لإزالة الزائدة الدودية وكان عمره أربع سنوات، وشقيق فاروق يدعي عادل.
تولي محمود بك سيف النصر جد فاروق تربيته وإرساله للقاهرة لاستكمال تعليمه بكلية الحقوق جامعة القاهرة، ولانبغة فاروق جذب الإنتباه له، وتتلمذ علي يد رجال القانون منهم؛ الشيخ محمد أبو زهرة وأحمد أمين وكامل مرسي وعبد الرزاق السنهوري، ووحيد رأفت، حصل علي ليسانس الحقوق من جامعة القاهرة سنة 1943 بامتياز، مما جعله متفوقاً علي دفعته وكان منهم؛ ممدوح عطية وزير العدل الأسبق والأديب عبد الرحمن الشرقاوي.

## سيرته
ذكر الكثيرين سيرة فاروق بقول حسن، لقد رحل وترك سمعة طيبة، تولي وزارة العدل لمدة تزيد عن ثمانية عشر سنة، وغادرها ليموت مفلساً، لم يتربح من منصبه، حتي أن إقرار الذمة المالية التي قدمها باستمرار، مثل أول إقرار قدمه في حياته عقب تعيينه في النيابة العامة سنة 1944، وكانت تحتوي علي شقة إيجار قديم بمنطقة الدقي وراثه عن والداه، ومنزل بالمهندسين و فدانان زراعية بملوي بالصعيد وسيارة ملاكي لانجزا موديل عام 2000 لتنقلاته الخاصة بين مستشفيات القاهرة لتلقي العلاج، وكان شقته متواضعه للغاية، ولديه ثلاث بنات هما نهي وضحي وهناء.
طلب فاروق من رئيس الجمهورية السابق حسني مبارك أن يتقاعد عن منصبه بسبب حالته الصحية، إلا أن مبارك كان يرفض، قائلاً «مش هانمشي إلا مع بعض»، ورغم هذا تقاعد فاروق بعد وفاة زوجته سنة 2004 بعد الطلب من مبارك فوافق بقبول تقاعده لحالته الصحية.

### قرارات مثيرة للجدل
في 1 في يونيو 2004، أعطى فاروق رجال الدين من جامعة الأزهر سلطة مصادرة الكتب والأشرطة الصوتية والفيديو التي يعتقدون أنها تنتهك المبادئ الإسلامية.

## مناصب
يعد فاروق من الشخصيات البارزة في تاريخ القضاء المصرى، أمضى ما يقرب من ستين عاماً في خدمة القانون، منذ بداية عمله في النيابة العامة سنة 1944 حتي سنة 2004 وزيراً للعدل.
- عين رئيسا للمحكمة الدستورية العليا.
- وزيراً للعدل المصري قرابة 17 عاماً خلال الفترة من 1986 وحتى 2004 .
- عمل مستشاراً لمجلس الوزراء الليبي، ومستشاراً بمحكمة التمييز الكويتية.

### تدرج وظيفى
- عين معاوناً للنيابة العامة في 23 مايو سنة 1944.
- عين مساعداً للنيابة العامة في 29 مارس سنة 1974.
- عين وكيلاً للنائب العام في 5 ديسمبر سنة 1949
- سكرتيراً عاماً لمجلس الغنائم بالإضافة إلى عمله الأصلي.
- عين وكيلاً للنائب العام من الفئة الممتازة في 17 يناير سنة 1953
- عين قاضياً من الفئة (ب) في 6 أغسطس سنة 1953.
- عين قاضياً من الفئة (أ) في 26 أغسطس سنة 1957
- عمل عضواً بالمكتب الفني لتبويب الأحكام بمحكمة النقض في 15 نوفمبر سنة 1958
- عين رئيس محكمة بالمحاكم الابتدائية في 13 أغسطس سنة 1961
- عمل وكيلاً بإدارة التشريع المقارن بوزارة العدل سنة 1965
- عين مستشاراً بمحاكم الاستئناف في 28 أكتوبر سنة 1968
- عين محامياً عاماً في 13 أغسطس سنة 1970
- عين مستشاراً بمحكمة استئناف القاهرة في 7 سبتمبر سنة 1972.
- عمل مستشاراً لمجلس الوزراء الليبي في 1 أكتوبر سنة 1972.[10]
- عين مستشاراً بمحكمة النقض في 13 أغسطس سنة 1974.
- عين نائباً لرئيس المحكمة الدستورية العليا في 9 أكتوبر سنة 1979.[11]
- عين رئيساً للمحكمة الدستورية العليا في 19 سبتمبر سنة 1982
- ندب للعمل مستشاراً فنياً بمكتب وزير العدل.
- عين وزيراً للعدل من 7 أكتوبر سنة 1987 حتي 30 يونيو سنة 2004.[12]

## أوسمة
حصل فاروق علي أكثر من مائة وسام ودرع ونياشين محلياً ودولياً.

## وفاته
ظل فاروق بنهاية الأسبوع من يوم الجمعة، اليوم الطبي الذي يقضيه متنقلا بين خمس مستشفيات بالقاهرة لعلاج العظام والضغط والسكر والقلب، وبعد صراع طويل مع المرض توفي في 31 من شهر ديسمبر سنة 2009، وقد تقدم الجنازة عدد من كبار رجال الدولة والوزراء السابقين، منهم ممدوح مرعي وزير العدل سابقاً ومفيد شهاب وزير الشؤون القانونية سابقاً والمجالس النيابية وحبيب العادلي وزير الداخلية السابق.